# Stereodon cerviculatus
Stereodon cerviculatus là một loài Rêu trong họ Hypnaceae. Loài này được (Hook. f. & Wilson) Mitt. mô tả khoa học đầu tiên năm 1859.